# Chi Virginis c
Chi Virginis c (também conhecido como HD 110014 c) é um planeta extrassolar que orbita Chi Virginis, uma estrela gigante do tipo K, localizada a aproximadamente 294 anos-luz (90 pc) de distância a partir da Terra, na constelação de Virgo. Este planeta tem uma massa de pelo menos 3 vezes a de Júpiter e leva cerca de 130 dias para orbitar a sua estrela hospedeira. Este planeta foi descoberto em 19 de agosto de 2015 por uma astrônoma chilena usando o método de velocidade radial.